# Lagorchestes conspicillatus
Lagorchestes conspicillatus (лат. conspicillatus — «в окулярах», вказуючи на кільця жовто-сірого хутра навколо очей) — вид родини Кенгурових. Живе головним чином в Австралії, де утворює два підвиди і населяє відкриті ліси, рідколісся, високі чагарники, купинні луки. Хічкок у 1997 році повідомляв про присутність L. conspicillatus і на острові Нова Гвінея, але мало що відомо про його проживання там.